# Oculus (filme)
Oculus (bra: O Espelho) é um filme estadunidense de 2014, dos gêneros terror e suspense, dirigido por Mike Flanagan.

## Elenco
- Karen Gillan — Kaylie adulta
- Brenton Thwaites — Tim adulto
- James Lafferty — Michael
- Rory Cochrane
- Katee Sackhoff
- Annalise Basso — Kaylie criança
- Holland Roden — garota possuída